# Le Pont-de-Beauvoisin, Savoie
Le Pont-de-Beauvoisin este o comună în departamentul Savoie din sud-estul Franței. În 2009 avea o populație de 2.007 de locuitori.

## Evoluția populației
| An        | 1975  | 1982  | 1990  | 1999  | 2006  | 2009  |
| --------- | ----- | ----- | ----- | ----- | ----- | ----- |
| Populație | 1.403 | 1.605 | 1.426 | 1.572 | 1.841 | 2.007 |